# طائر التعريشة ذو الجبهة الذهبية
طائر التعريشة ذو الجبهة الذهبية (الاسم العلمي: Amblyornis flavifrons)، هو طائر متوسط الحجم، طوله حوالي 24 سم. لون الذكر بني باهت مع قمة ذهبية تمتد إلى الجبهة وأقدامه الرمادية الداكنة وأجزاءه السفلية الصفراء الناعمة. الأنثى ذات لون بني زيتوني غير مزين.
يبني الذكر، الذي يستوطن إندونيسيا، كوخًا يشبه البرج مزين بالفواكه الملونة.
وُصف هذا الطير في الأصل عام 1895 استنادًا إلى تجار الجلود، وظل هذا الطير لغزًا بعيد المنال لما يقرب من مائة عام، حتى 31 يناير 1981 عندما اكتشف عالم الطيور الأمريكي جارد دايموند الأرض الرئيسية لطير ذات الجبهة الذهبية في جبال فوجا في مقاطعة بابوا في إندونيسيا.

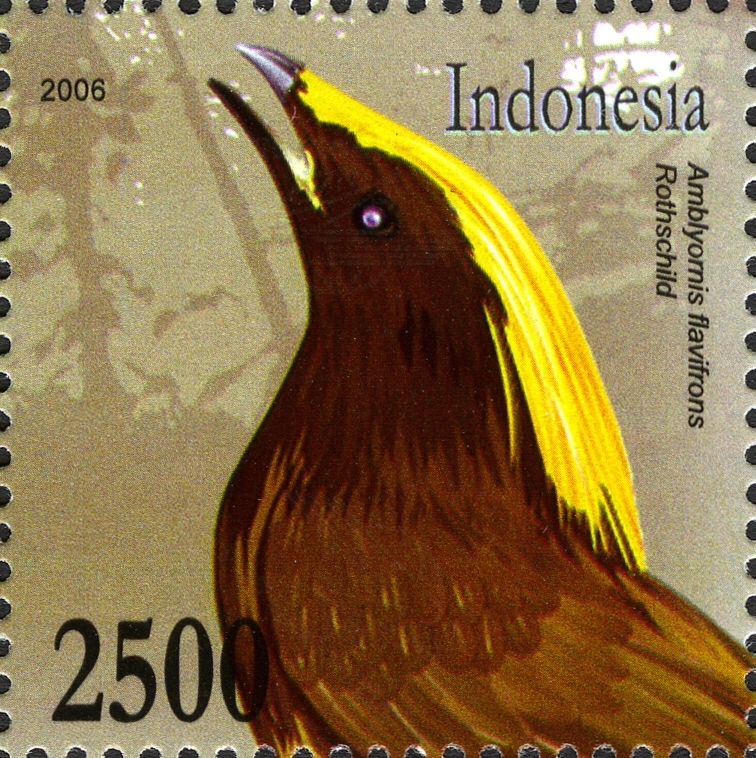

في ديسمبر 2005، سافر فريق دولي من أحد عشر عالمًا من الولايات المتحدة وأستراليا وإندونيسيا بقيادة بروس بيهلر إلى المناطق غير المكتشفة في جبال فوجا والتقطا أول صورة للطائر.

## روابط خارجية
- BirdLife Species Factsheet